# Liste der Bodendenkmale in Glauchau
In der Liste der Bodendenkmale in Glauchau sind die Bodendenkmale der Stadt Glauchau und ihrer Ortsteile nach dem Stand der Auflistung von Volkmar Geupel aus dem Jahr 1983 aufgelistet. Eventuelle Änderungen und Ergänzungen, insbesondere aus der Zeit nach der Wende, sind nicht berücksichtigt, da für Sachsen aktuell keine neueren allgemein zugänglichen Bodendenkmallisten vorliegen. Die Baudenkmale sind in der Liste der Kulturdenkmale in Glauchau aufgeführt.
| Denkmal-ID | Fundart            | Ortsteil | Bezeichnung                         | Zeitstellung | Lage                                                        | Bemerkungen | Bild |
| ---------- | ------------------ | -------- | ----------------------------------- | ------------ | ----------------------------------------------------------- | --- | ---- |
| ?          | Befestigung > Burg | Glauchau | Wehranlage „Schloss Hinterglauchau“ | Mittelalter  | südwestlicher Stadtkern, Bergsporn über der Zwickauer Mulde | Höhenburg in Spornlage, durch Schloss überbaut und verändert, Abschnittsgraben im Osten, Schutz seit 15. Juli 1970 |      |